# Caridina hodgarti
Caridina hodgarti is een garnalensoort uit de familie van de Atyidae. De wetenschappelijke naam van de soort is voor het eerst geldig gepubliceerd in 1913 door Kemp.